# 羅拉·鮑德溫
（1860年—1957年6月22日）是美國首批女警察之一。1908年宣誓成爲波特蘭市警察局負責婦女保護的部門婦女輔助部部長（后更名為婦女保護部），級別為警探。
鮑德溫在紐約州羅切斯特長大，並在臨近的公立學校教書。她後來遷往内佈拉斯加州林肯任教，隨後結婚。她與自己的丈夫和他們的兩個兒子其後在美國幾個城市定居。鮑德溫在那些地方從事與未婚母親以及其餘有困難的年輕婦女有關的社會志願工作。1903年，鮑德溫44歲時全家搬遷波特蘭，丈夫在那裏繼續從事自己的乾貨職業。
國際旅客援助協會等婦女組織擔心原計劃于1905年在波特蘭舉行的路易斯和克拉克世纪博览会會對在博覽會上工作的單身婦女構成危險。因此雇用鮑德溫督導一個保護女孩與婦女的項目。該項目在博覽會上取得的成功導致此後類似工作的推展，最終致使她於1908年被聘爲警察。在其警察生涯中，鮑德溫强調犯罪預防，並贊成改革而非監禁。她推廣婦女保護法，就婦女執法問題向其餘司法管轄區提出意見，並舉例展示婦女可以高效率地進行執法工作。1922年從警察部門退休以後，她在俄勒岡州社會衛生協會舉辦公開講座，并在俄勒冈州希尔克雷斯特学校校董會、俄勒冈州假释裁决委员会以及國家監獄與監獄勞工委員會任職。鮑德溫有時被稱之爲“市政之母”，1957年6月22日於波特蘭逝世，享壽97歲。

## 早年生平
奧羅拉·“蘿拉”·鮑德溫1860年出生於紐約州埃爾邁拉，大部分時間裏在羅切斯特長大，她的家人在她小時候就搬到了那裏生活。父母均是具有愛爾蘭血統的新教徒，他們讓其進入該市的基督教聖公會學校讀書，後鮑德溫入讀羅切斯特高中。1877年父親去世以後，鮑德溫被迫退學並尋找工作，獨自完成了高中學業。她通過了紐約州教師資格考試，並在羅切斯特附近教書。直至1880年她獨身一人來到內布拉斯加州林肯市，這座城市當時正在招聘教師。鮑德溫在通過内佈拉斯加州教師資格考試后於林肯預備中學教書3年時間。
1884年，她與一位原本來自佛蒙特州的乾貨商羅格朗·M·鮑德溫（英語：LeGrand M. Baldwin）相識並結婚，正如人們當時對已婚單身女教師所預料到的那樣，鮑德溫辭去了其在中學的工作。鮑德溫利用在林肯的剩餘時間找到了一份有償文書工作，並自願擔任社會工作者以專注於幫助那些“難以管束的”女孩。她還生下了兩個兒子，即邁倫和皮埃爾。
自從他們于1893年離開林肯以後，由於羅格朗繼續從事自己的乾貨職業，鮑德溫一家在波士顿、揚克斯、諾福克以及普罗维登斯等地周轉居住。羅格朗最終於E·P·查爾頓公司工作，該公司在全美擁有超過50余家連鎖店。每當他們家搬至任意一座城市時，鮑德溫均會繼續從事自己的義工工作，包括在兩個弗洛倫斯·克里頓之家委員會任職。這兩座機構是全國家庭救助網路“不幸陷入困境的女孩”的一部分，在當時這一救助網路旨在為那些妓女和未婚母親提供救助服務。1904年，查爾頓公司指派羅格朗前往其在波特蘭開設的首家西北太平洋地區連鎖店工作。鮑德溫則在該連鎖店的商務辦公室辦公，並加入該市的弗洛倫斯·克里頓之家委員會。

## 路易斯和克拉克世纪博览会
1904年，波特蘭市政官員正在為路易斯和克拉克世纪博览会做籌備工作，他們關注的問題包括在博覽會召開期間可能有大量非居民罪犯涌入該市。官員們擔憂有些人會以年輕女性及少女為目標引誘或脅迫她們進行性交易，包括賣淫。作爲博覽會籌備工作的一部分，包括國際旅客援助運動、基督教女青年會以及當地衆多非宗教及宗教組織在內的婦女團體製定計劃以防止在博覽會舉辦期間對年輕婦女進行性剝削。
波特蘭基督教女青年會利用國際旅客援助委員會提供的部分資金聘用鮑德溫為項目主管。她與同事們一起編制了自己認爲當地對年輕婦女相對安全的住宿及工作場所的清單。1905年6月1日博覽會開幕時，義工們在波特蘭聯合車站以及城市其他入境地點迎接年輕婦女，並向他們給予住宿與就業方面的建議。在某些情況下還會提供其他方式的援助，例如餐券。義工們會在博覽會上進行巡邏，尤其是一些場所，例如有傷風化的小節目場、昏暗建築物、啤酒园以及打靶场（嘉年華會比賽場地），她們認爲這些地方均可能對年輕婦女構成性傷害。在她的博覽會最終報告中寫道，國際旅客協助委員會通過各種方式幫助了1,640名婦女與少女，包括為500多人找到安全的工作。
博覽會結束以後，鮑德溫在當地的國際旅客援助機構保留了一個職位，該援助機構設立于基督教女青年會。在此後的三年時間裏，她繼續從事著自己在博覽會期間所做的各項工作，即經常幫助離家出走和遇到法律問題的年輕婦女。在時任市長哈利·萊恩和波特蘭警方的支持下，她最終説服市議會創建並資助了被正式命名為婦女輔助部的波特蘭警察局婦女保護部門，后更名爲婦女保護部。1908年4月1日，她宣誓就職婦女輔助部部長，級別為警探。
根據對“女警察”的界定範圍，鮑德溫是不包括瑪麗·歐文斯在内的美國首位女警察，後者于1891年在芝加哥開始了自己的警察職業生涯，另一個“首位女警察”頭銜的候選人是1910年加入洛杉矶警察局的愛麗絲·斯特賓斯·威爾斯。這三位均專門從事與婦女和兒童有關的執法工作。路易斯·布莱恩特於1912年為《日落》雜誌撰寫的一篇關於鮑德溫的文章中將她形容為“市政之母”。

## 婦女保護部部長（1908-1922）
鮑德溫的警察工作一直以保護婦女爲中心，直到1922年。這項工作采取了各種形式推進，例如游説婦女保護法、敦促州政府官員為問題婦女開設收容所，并就婦女執法問題向其他州和城市提供咨詢。通過鮑德溫自己的業績，她證明了婦女也可以有效地執行警察工作。
社会卫生运动以及試圖通過进步时代維持19世紀维多利亚时代道德观念的社会纯净运动對鮑德溫的工作造成了重要影響。在19世紀未20世紀初之時，波特蘭犯罪與腐敗事件猖獗。一個精心設計的體系在支持著賣淫產業，於妓院、酒店、合租房、沙龍以及其它地方，尤其是在市中心伯恩赛德大街以北的紅燈區迅速發展。鮑德溫于1911年被任命爲研究性傳染病與商業性性交易之間關係的波特蘭性病委員會的15位委員之一。該委員會預估波特蘭市有近25%的内科醫生病例涉及性傳染病。委員會針對波特蘭547家被認爲袒庇妓女的場所進行了調查，確認有431家擁護“傷風敗俗的”行爲。委員會在1911年中旬至1912年年末進行的另一項研究發現，警方在此前的18個月內突擊搜查了216家賣淫場所並逮捕了1,900名賣淫者。鮑德溫與其他市政官員以多種渠道努力減輕商業性性交易針對個人與社會帶來的危害：
我們的目標是净化和改善這座邪惡之城，讓這座城市从道義與身體層面上對來自單身家庭、職場的婦女，以及孩子們給予安全保障。倡議者們認爲，應當善用警察權力來應對廣泛存在的問題。在社會衛生師（其中有許多人是内科醫生）的施壓之下，市政當局啓動了衛生與公共健康計劃，以控制性病傳播，減少賣淫與性交易。還有實施其他對社會福利構成威脅情況的矯正舉措。
這一清理目標包括“任何剝削年輕婦女的行業”。在鮑德溫領導婦女保護部的几年裏，此目標不僅包括了妓院，還包括了算命機構、按摩院、射擊場和舞廳。鮑德溫更提倡對年輕婦女進行犯罪預防優於直接監禁，幫助單身母親與社會服務機構建立聯係，勸説市政官員不讓婦女進入沙龍，並為犯罪女孩建立了一套善後護理體系。

## 晚年生活
第一次世界大戰以後，鮑德溫被不斷變化的文化習俗所困擾，于1922年從警隊退休。在其1921年年度報告中，她對自己所看到的道德標準的普遍下降表示失望。她聲稱這些表現在婦女吸烟、青少年犯罪率上升以及飛來波“壞女孩”穿著與行爲方式的興起等方面的因素。
在自己62歲正式退休之後，鮑德溫繼續為俄勒岡州社會衛生協會講授有關性病與惡習的知識，在俄勒冈州希尔克雷斯特学校校董會任職，前往其餘城市推動成立婦女警務司，于俄勒冈州假释裁决委员会以及國家監獄與監獄勞工委員會就職並繼續資助波特蘭警察婦女保護部。
在退休期間，鮑德溫還協助丈夫和兒子們經營一家糕點店。丈夫羅格朗·鮑德溫1941年去世；自己則于1957年去世，享壽97歲。在鮑德溫就職女警100年以後，時任波特蘭市長湯姆·波特宣佈2008年4月1日為勞拉·格林·鮑德溫百年紀念日，以紀念她的成就。

## 進一步閲讀
- Peter, Horne. . www.iawp.org. International Association of Chiefs of Police.   [2018-03-24]. （原始内容存档于2020-04-11）.

### 引用著作
- Myers, Gloria E. . Corvallis, Oregon: 俄勒冈州立大学出版社（英语：Oregon State University Press）. 1995. ISBN 0-87071-386-8.
- Shirley, Gayle C. . Helena, Montana: Falcon Publishing. 1998. ISBN 1-56044-668-4.

## 外部鏈接
- 女警官 （页面存档备份，存于）——约翰·杰刑事司法学院（英语：John Jay College of Criminal Justice）劳埃德·塞利图书馆